# روح جهانی
روح جهانی (world soul) به یونانی (ψυχὴ κόσμου) به لاتین(anima mundi) بر اساس دستگاه‌های فکری مختلف یک ارتباط درونی بین موجودات زنده روی زمین است همان طوریکه روح با بدن انسان ارتباط دارد. این ایده از افلاطون منشأ گرفته و اصل مهمی از مکتب نو افلاطونیان است. آنان باور داشتند که براستی جهان یک موجود زنده است روح(soul) و هوش(intelligence) دارد. یک موجود زنده قابل مشاهده تنها است که موجودات زنده را در بر دارد و این موجودات بر اساس طبیعت خود با هم مربوط هستند.